# چارلی اوگلتری
چارلی اوگلتری (انگلیسی: Charlie Ogletree؛ زادهٔ october ۱۱, ۱۹۶۷ (۵۷ سال)) قایقران قایق بادبانی اهل ایالات متحده آمریکا است.